# Éric Lartigau
Éric Lartigau (Parigi, 20 giugno 1964) è un regista francese.

## Filmografia

### Regista

#### Cinema
- Pistole nude (Mais qui a tué Pamela Rose?) (2003)
- Un ticket pour l'espace (2006)
- Prestami la tua mano (Prête-moi ta main) (2006)
- Scatti rubati (L'homme qui voulait vivre sa vie) (2010)
- Gli infedeli (Les infidèles), co-regia di Emmanuelle Bercot, Fred Cavayé, Alexandre Courtès, Jean Dujardin, Michel Hazanavicius, Jan Kounen e Gilles Lellouche (2012) (segmento Lolita)
- La famiglia Bélier (La famille Bélier) (2014)
- IoSonoQui (#jesuislà) (2019)

#### Serie TV
- Les Guignols de l'info (1988)
- H – serie TV, 13 episodi (2000-2001)
- Making of (2002)
- La famille Guérin (2002)

### Attore

#### Cinema
- Mariti mogli amanti (Les maris, les femmes, les amants), regia di Pascal Thomas (1989)
- Pourquoi tu pleures?, regia di Katia Lewkowicz (2011)
- Benvenuti a Saint-Tropez (Des gens qui s'embrassent), regia di Danièle Thompson (2013)

## Riconoscimenti
- 2011: Premio César per il miglior adattamento: candidato con Scatti rubati (L'homme qui voulait vivre sa vie) (2010)
- 2015: Premio César per il miglior film: candidato con La famiglia Bélier (La famille Bélier) (2014)
- 2016: Premio Magritte per il miglior film straniero in coproduzione con La famiglia Bélier (La famille Bélier) (2014)